# Saturnalia
Saturnalia var en romersk religiøs fest, der blev holdt omkring vintersolhverv til ære for guden Saturnus. Oprindeligt fandt den kun sted den 17. december, men med tiden blev den udvidet til syv dage. Festen havde karaktér af karneval, og det blev forventet, at den blev fejret med løjer, gaver og stor munterhed.

## Baggrund
Saturnalia var en højtid for Saturnus (ab satu: "at så"), der var en gud med mange opgaver kendt som guden for overflod, frihed og tid men mest kendt som landbrugsgud, og Saturns højtid faldt ved afslutningen af vintersåning og markerede begyndelsen på et nyt vækstår. Under festen blev hele samfundet kastet ud i religiøst kaos, hvor tiden før verdens skabelse blev genskabt, for bagefter at lade verden blive genfødt på ny og i den korrekte orden.
Festen blev indledt med en procession ledet af en "konge", der var en person af meget lav stand, som på denne måde blev sat i spidsen for samfundet. Samtidigt blev de normale roller byttet om, så slaverne blev betjent af deres herrer. Det var en løssluppen fest, hvor romerne også gav hinanden gaver, ofte lavet af sølv. Under festen råbte de Io Saturnalia, oversat til: " hurra/glædelig saturnalia".
Festen var en del af den romerske statskult, og det blev derfor forventet, at alle medlemmer af samfundet deltog. Festen var som alle romerske ritualer underlagt strenge forskrifter, som betød, at hvis de blev overtrådt, skulle hele ritualet gå om: også festen på syv dage. Festen havde betydning for den kommende høst, og hvis guden ikke blev fejret tilfredstillende, var der en risiko for, at han ikke udførte sin del af arbejdet, og at høsten derfor ville slå fejl. En fejlslagen høst var en yderst alvorlig trussel mod hele samfundet; derfor har der under den megen munterhed ligget et lag af dyb alvor under hele festen.
Der er visse paralleller til julefesten i det senere kristne Europa, og der er derfor nogle forskere, der mener, at de kristne bevidst har lagt deres fest på det tidspunkt for at konkurrere med den hedenske religion, det ses også i forbindelse med gaveudveklingen, Saturns lighed med den senere introduktion af begrebet "julemand" og Saturns slægtskab med tid og lystraditionen, som var et vigtig del af festen.